# Echinocereus pectinatus
Echinocereus pectinatus är en kaktusväxtart som först beskrevs av Michael Joseph François Scheidweiler, och fick sitt nu gällande namn av Georg George Engelmann. Echinocereus pectinatus ingår i släktet Echinocereus och familjen kaktusväxter.

## Underarter
Arten delas in i följande underarter:
- E. p. ctenoides
- E. p. pectinatus
- E. p. wenigeri

## Bildgalleri

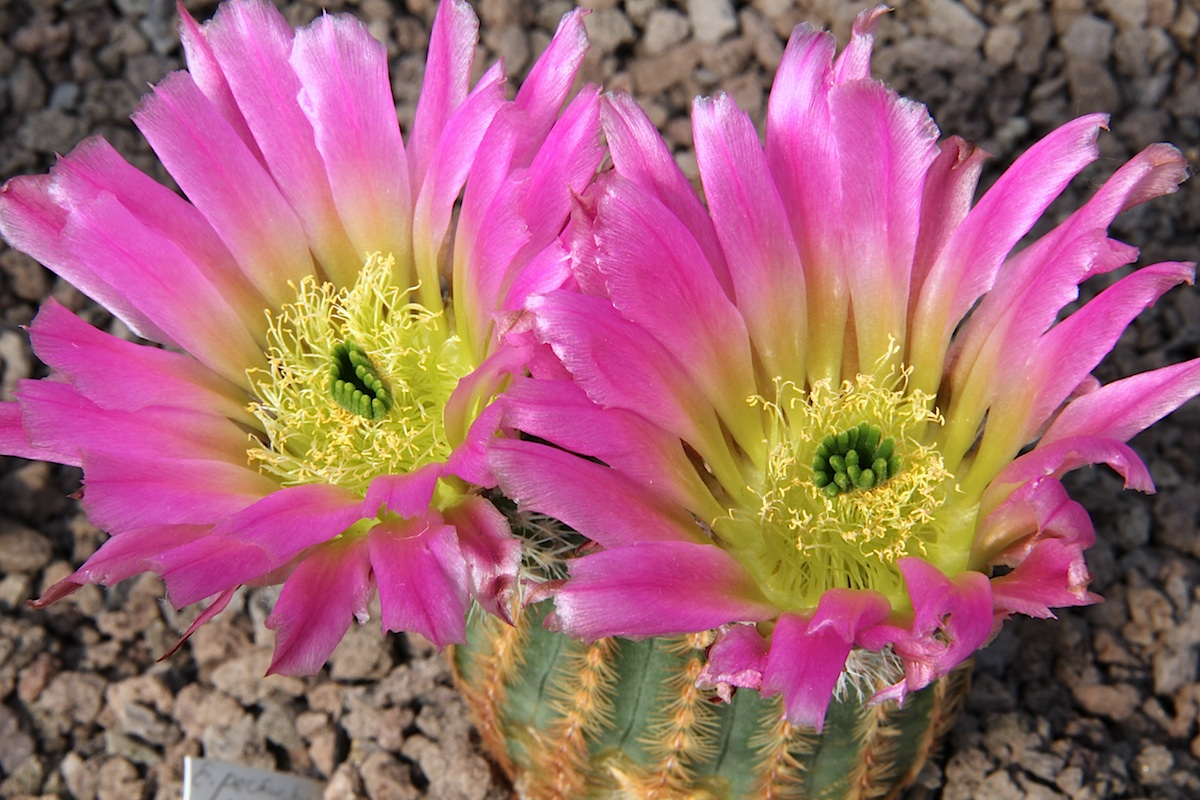
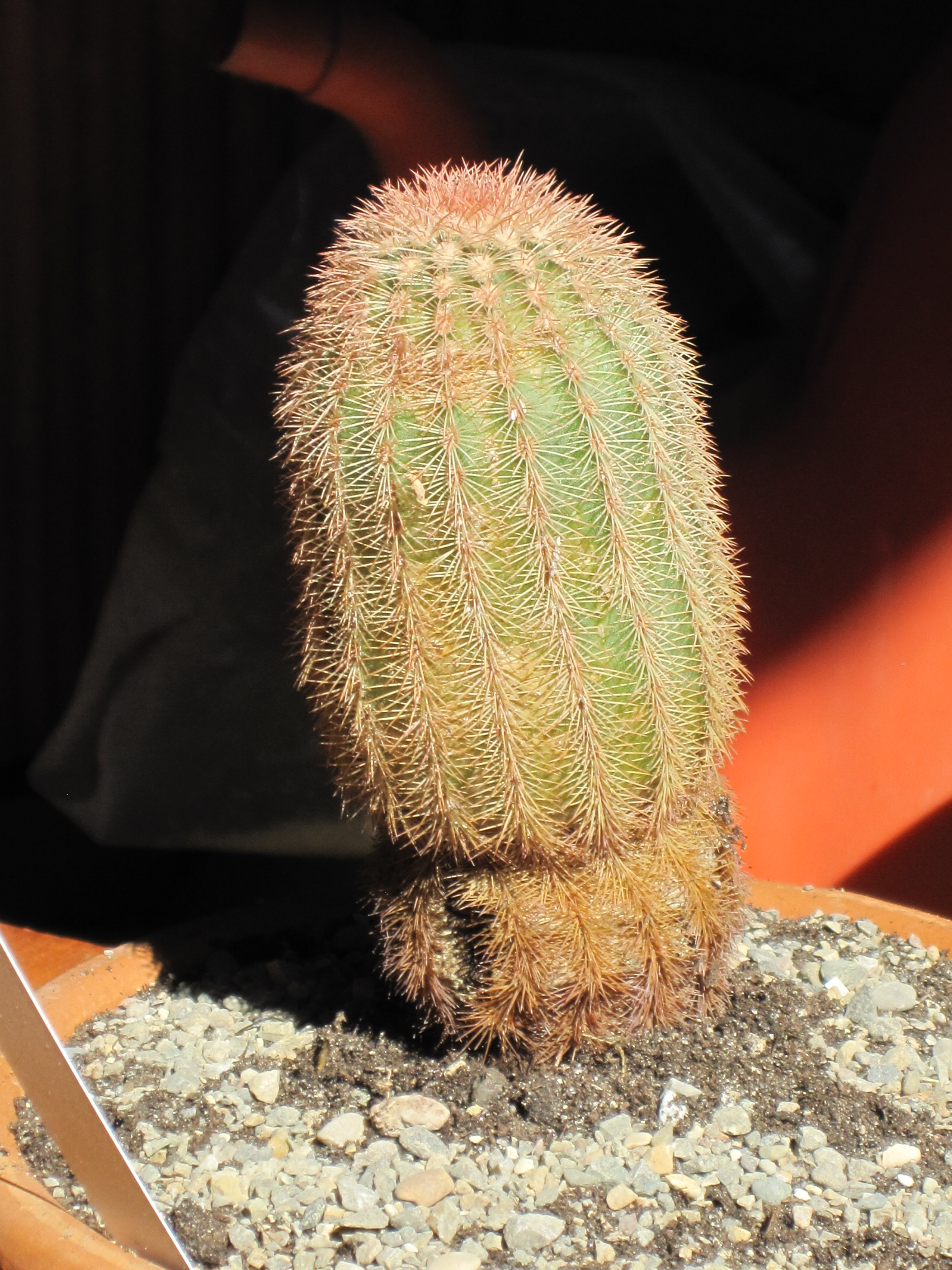
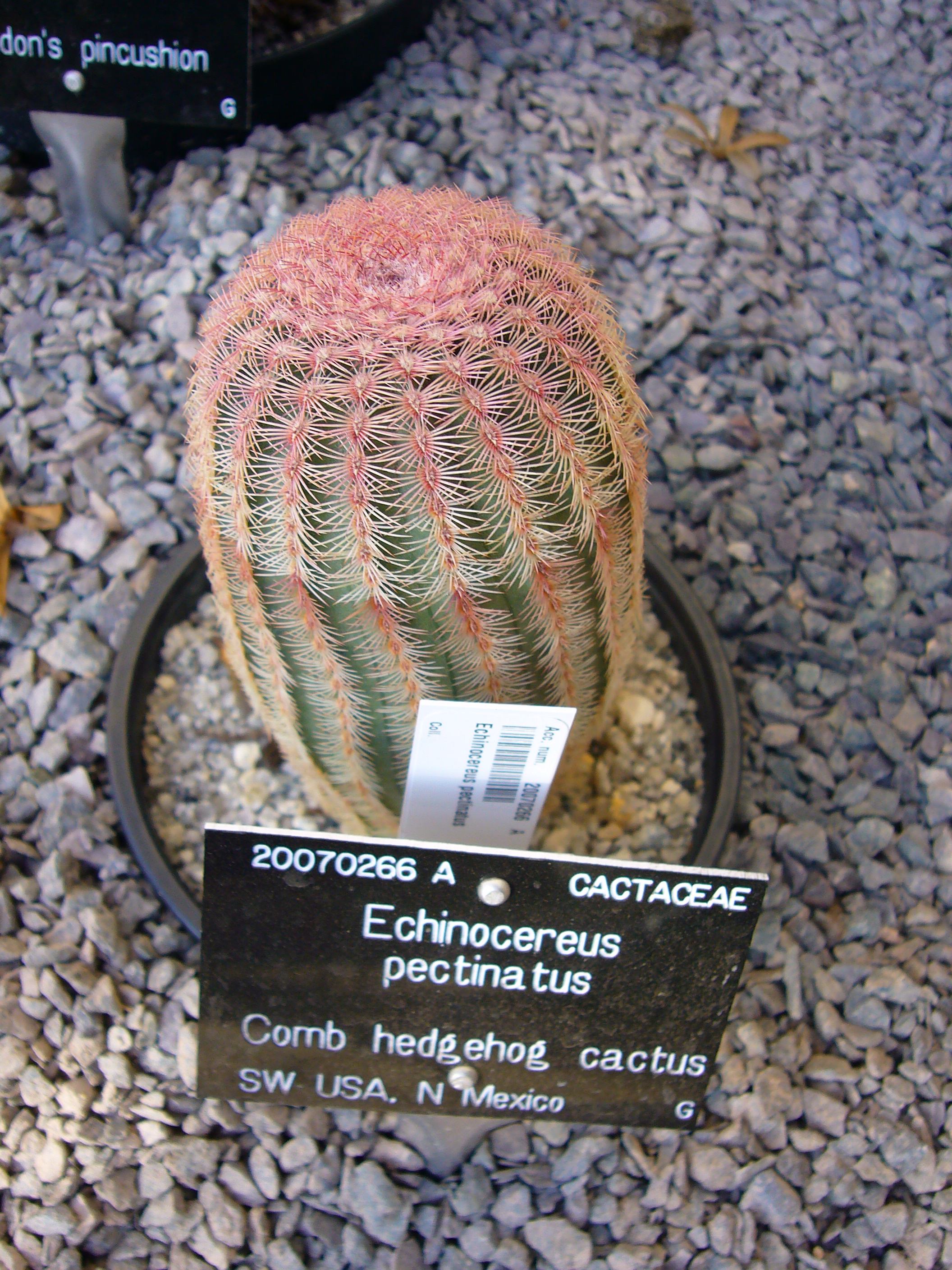
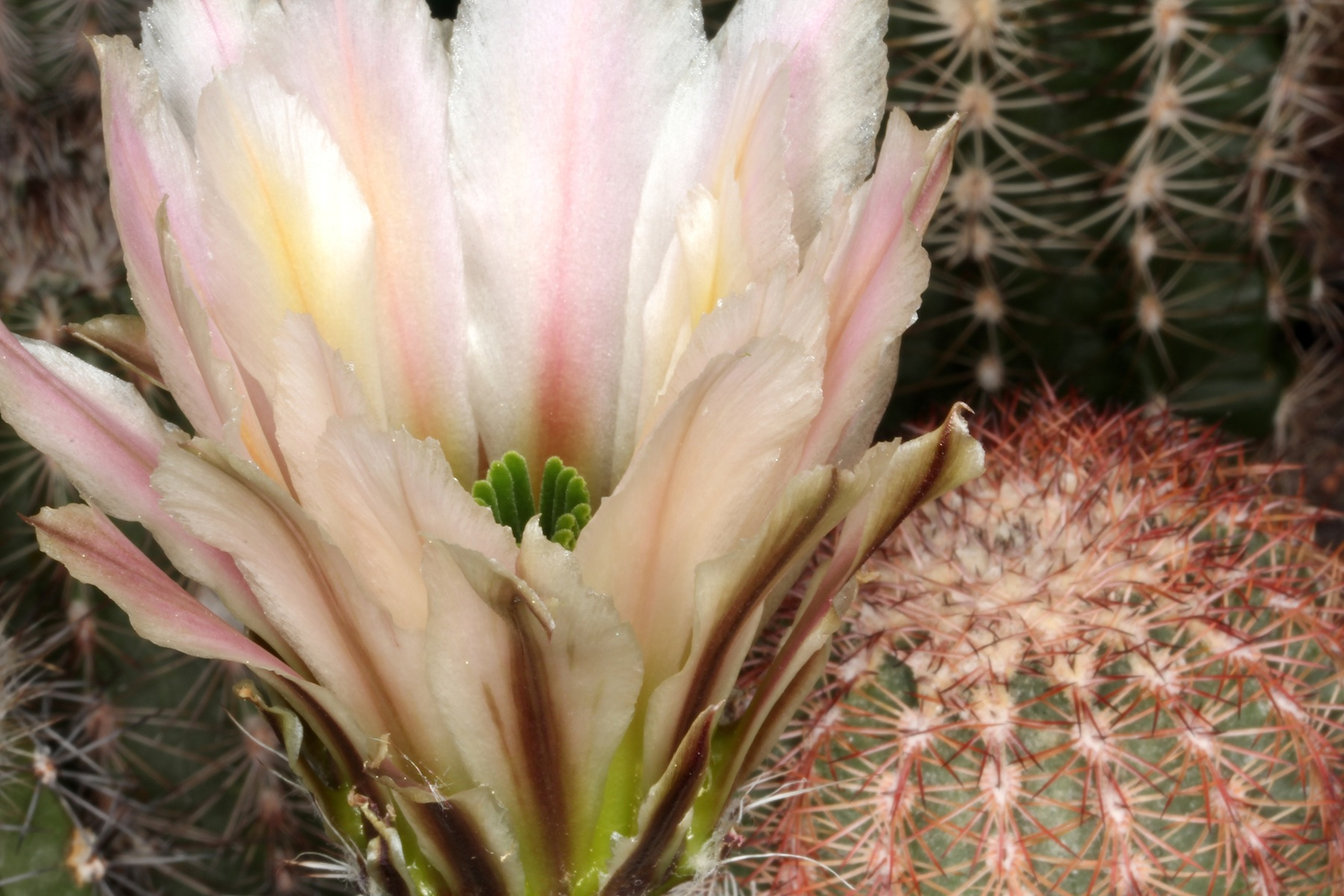
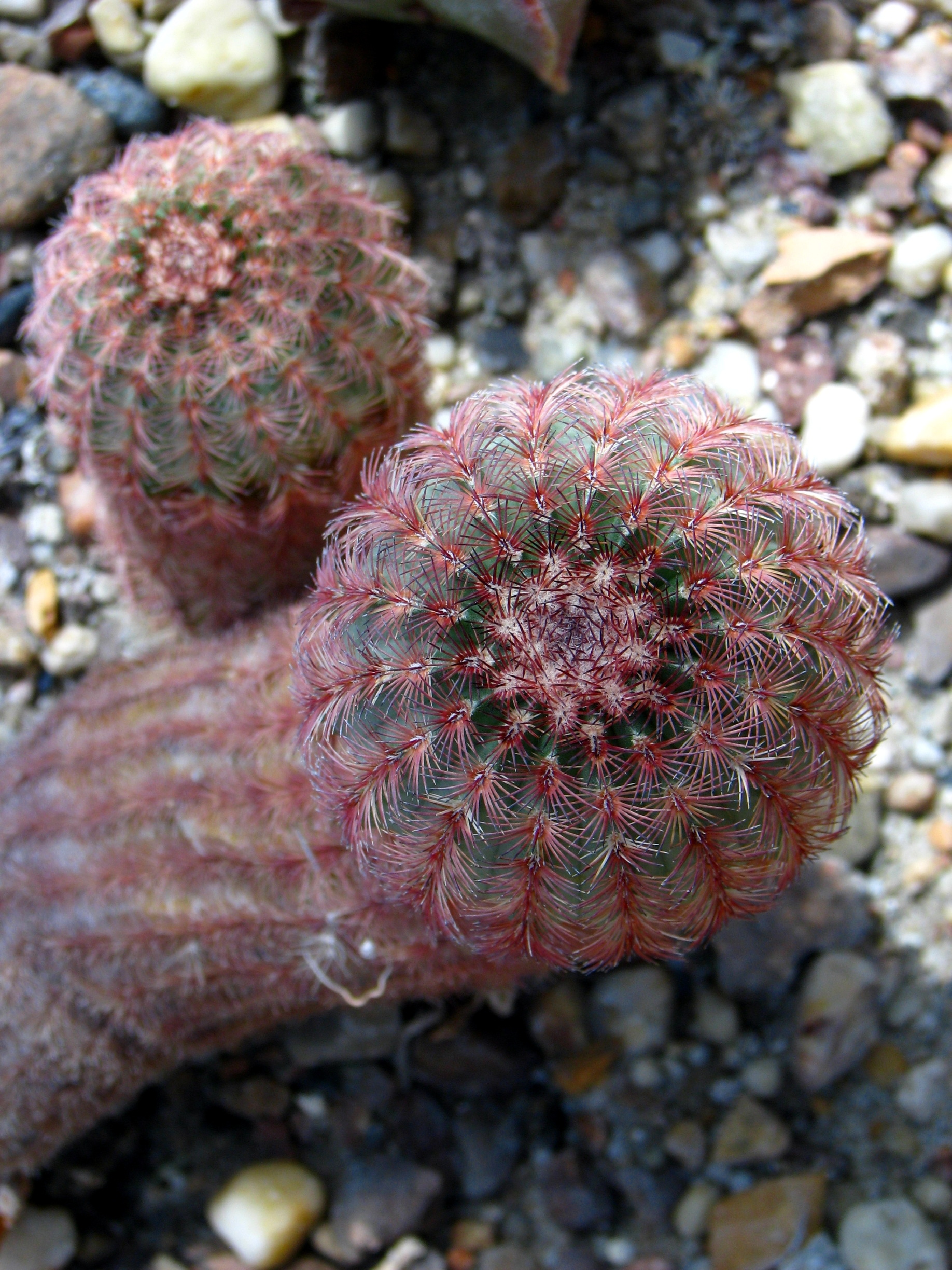
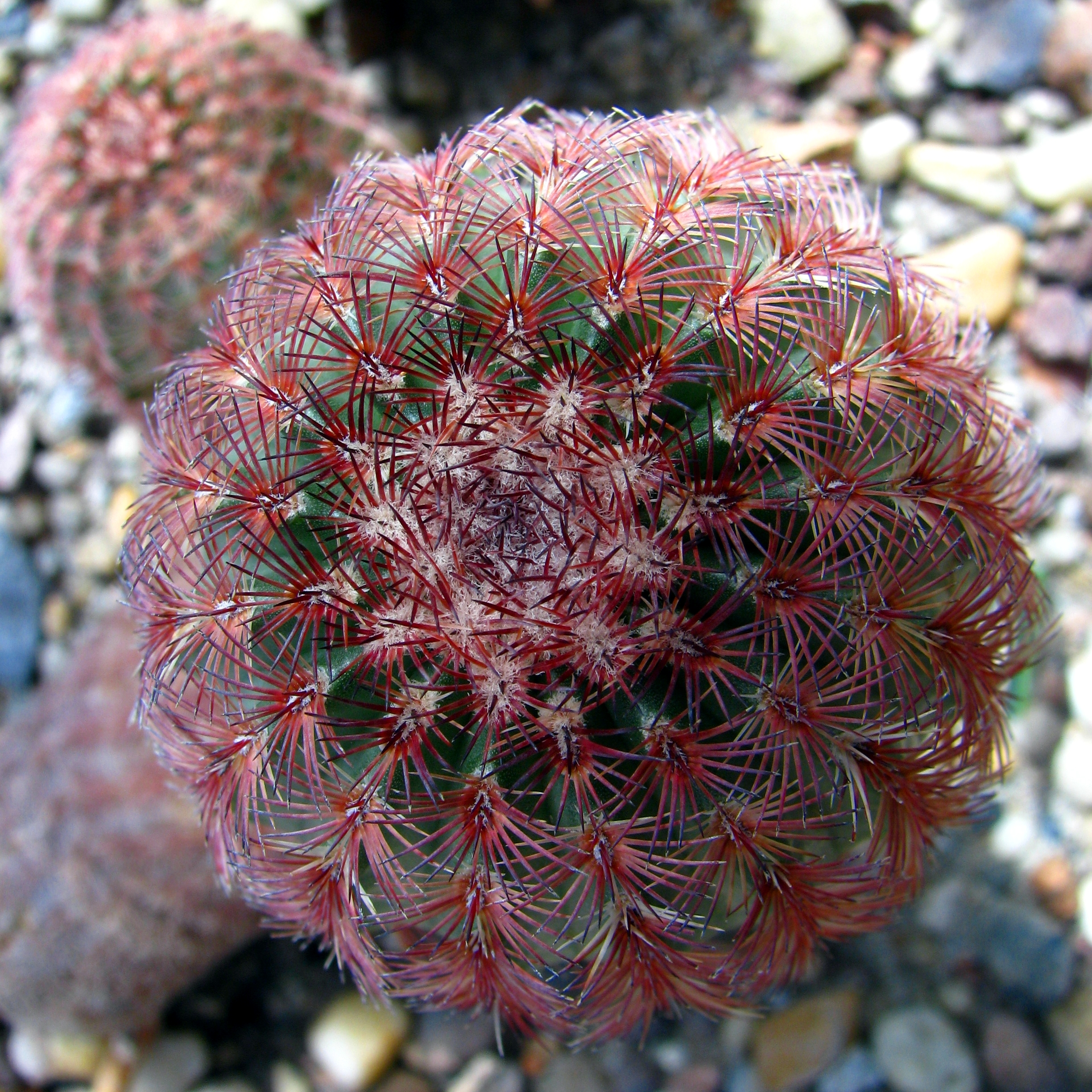
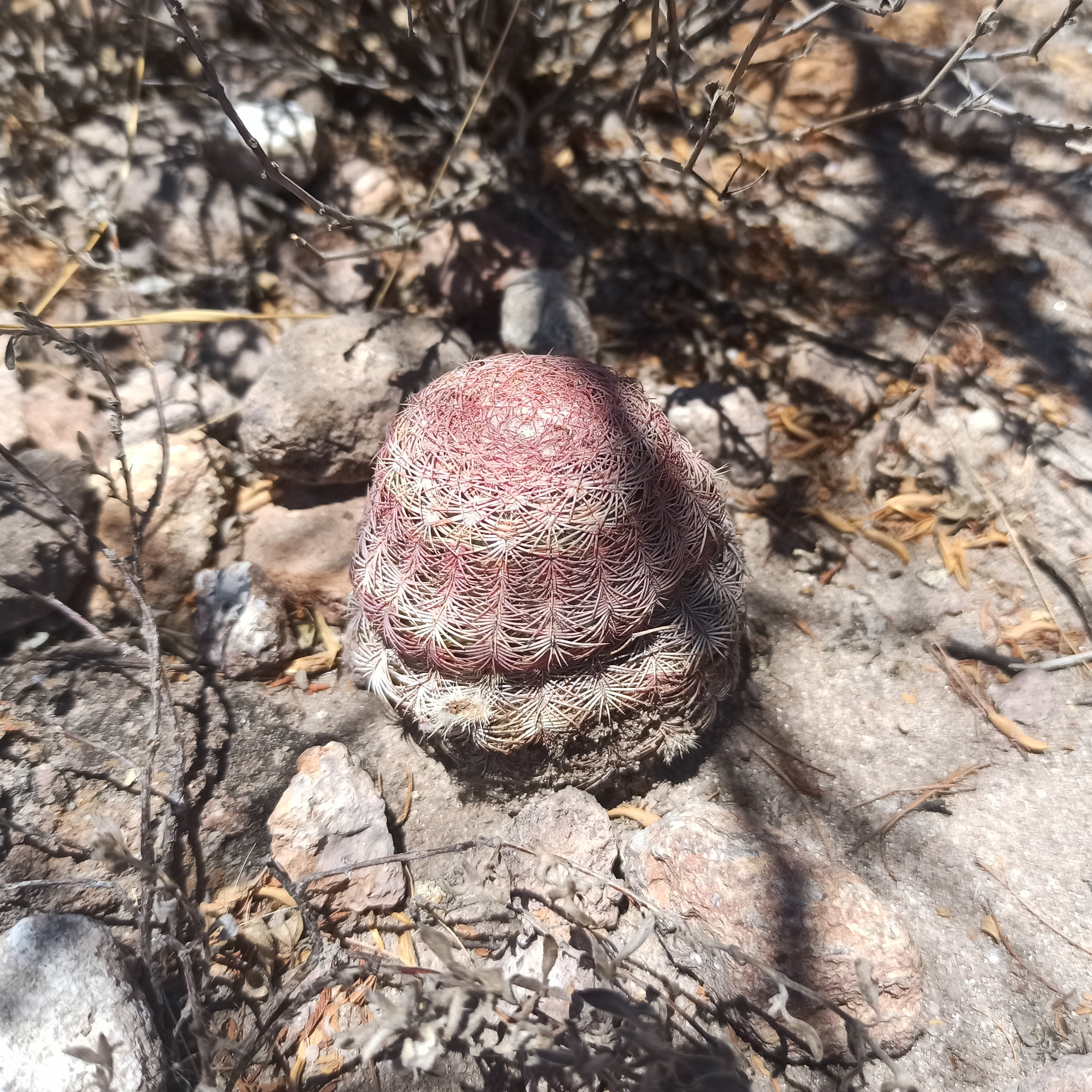